# 宝石岛
宝石岛（英語：Gemia Island）位于马来西亚登嘉楼州马江县的一个私人岛屿，南部约八百公尺就是棉花岛。岛上仅有一家宝石岛度假村，可通过马江码头的渡船前往。